# Glossiphonia complanata
Glossiphonia complanata (по-русски иногда называемая улитковой пиявкой или клепсиной) — вид плоских пиявок (Glossiphoniidae). Типовой вид рода Glossiphonia.

## Описание
Общая длина Glossiphonia complanata составляет 10—30 мм, ширина 4—11 мм. Тело листообразное, уплощённое в спинно-брюшном направлении. Края тела с довольно крупными зазубринами, поверхность которых покрыта зазубринами второго порядка. Поверхность тела в типе с тремя парами рядов сосочков — парамедиальной (развита лучше всего), парамаргинальной и маргинальной; у некоторых особей заметна четвёртая пара рядов сосочков, внешняя парамедиальная. Также на теле могут иметься более мелкие сосочки, не сгруппированные в ряды. Задняя присоска небольшая.
Консистенция тела очень плотная.
Окраска тела варьирует от светлой, желтоватой или зеленоватой, до коричневой, с возрастом становится темнее. На спинной стороне заметны многочисленные скопления коричневого пигмента, более тёмного на общем фоне, группирующиеся в поперечные и продольные полосы, что делает окраску очень пёстрой. Рядом с парамедиальными рядами вдоль них идут чёрные пунктирные линии.
Тело сегментированное, сегменты I, III, IV, XXVI и XXVII состоят из 1 кольца, сегменты II и XXV состоят из двух колец, сегменты V—XXIV — из трёх (возможны незначительные вариации). Суммарно количество колец равно 68—70.
На переднем конце тела имеется три пары глаз. Некоторые из них могут сближаться друг с другом или подвергаться редукции.
Имеется мускулистый хобот. Желудок с шестью парами неветвистых карманов (отростков), в наполненном кровью состояний могущих образовывать небольшие лопасти.
Гермафродиты. Имеются семенной и яйцевой мешки. Гонопоры (половые отверстия) разделены двумя кольцами (мужское половое отверстие находится между XI и XII сегментами, женское — на XII). Семенных мешков 6 пар.
Размножение с апреля до июня (для особей из Северной Америки указывается более длительный репродуктивный сезон, чем для Евразии). Яйца поначалу розоватые, но к пятому-шестому дню становятся зеленоватыми, 5—70 (в среднем около 30) в коконе. После откладывания коконы прикрепляются к субстрату, родительская особь прикрывает их брюшной стороной тела; при прикосновении пиявка сворачивается таким образом, что защищает кокон. Развитие происходит около трёх недель. Новорождённые пиявки полностью прозрачны.

## Образ жизни
Обитает в пресной воде, относится к числу массовых видов. Малоподвижна, чаще всего приурочена к твёрдым субстратам (обитает под камнями, древесным опадом, на поверхности водных растений). Встречается как в стоячих, так и в текущих водоёмах самой разной жёсткости.
Питается преимущественно водными брюхоногими моллюсками, высасывая из них соки. Молодые особи способны питаться на малых ложноконских пиявках (Erpobdella), но это было показано только в лабораторных условиях. В связи с преимущественным расселением моллюсков в чистых водоёмах, Glossiphonia complanata тоже наиболее массова в них, являясь таким образом олиго- или β-мезосапробным видом.

## Распространение
Относится к голарктическим видам, населяет Евразию и Северную Америку. На территории России распространена очень широко.